# Санчо II од Кастиље
Санчо II од Кастиље (шп. Sancho II de Castilla), звани Снажни (шп. el Fuerte), (Самора, 1038. или 1039 — Самора, 7. октобар 1072) био је краљ Кастиље, између 1065. и 1072. године, као и краљ Галиције (1071—1072) и Леона (1072), које је освојио походима које је водио против своје браће, Гарсије и Алфонса. Успео је да уједини наследство свог оца Фернанда I и прогласио је себе царем Шпаније, али је његова владавина била веома кратка јер је убијен током опсаде Саморе само неколико месеци након освајања Леона. Земље којима је управљао и круна уједињене хришћанске Шпаније су припале његовом брату Алфонсу, који је своје краљевство проширио ратујући са муслиманима са југа.

## Порекло
Санчо II је био најстарији син краља Фернанда I (у неким изворима Фердинанда I), грофа Кастиље и његове супруге, Санче од Леона. Браћа и сестре су му били, редом, Алфонсо (краљ Леона), инфанте Елвира и Урака, као и Гарсија од Галиције, од кога је освојио трон Галиције. Детињство и рану младост је провео у Кастиљи, где се образовао и проводио време по манастирима, бавећи се летописима и другим историјским списима.

## Успон на власт
Као најстаријем сину, по традицији Леона су му припадале све земље под влашћу његових родитеља, па ипак под притиском очекивања племства и пратећи традицију Наваре, Фернандо I од Кастиље 1063. године краљевским декретом своју заоставштину дели својој деци:
- Санчу припадају очеве наследне земље, грофовија Кастиљa, уздигнута у ранг краљевине, и Емират Сарагосе, као сфера утицаја и будућих освајања.
- његовом брату Алфонсу VI од Леона и Кастиље, миљенику свог оца, припадају Краљевина Леон, са правом да се назива царем (титула коју је носио Фернандо I од Кастиље била је цар целе Шпаније) и права на Емират Толеда.
- његовом брату Гарсији припадају круна Галиције, као и емирати Севиље и Бадахоса.
- његовој сестри Ураки припада град Самора, као њено наследно право и тутула владарка Саморе и свих њених територија.
- његовој сестри Елвири припада град Торо, такође као наследно право, са титулом и свим њеним територијама.

Санчо није био задовољан очевом вољом, па је започео неколико похода, са циљем да освоји територије које је сматрао да му по праву припадају.

## Владавина
Након доласка на трон, Санчо реорганизује двор и око себе окупља људе од високог поверења и поставља их на важне војне и политичке позиције. Један од њих је, између осталог, био и чувени Родриго Дијас, познатији као Сид, који добија надлежност поручника краљевства. Убрзо након утврђивања своје моћи у Кастиљи, 1067. Санчо полази у војни поход против својих рођака Санча IV од Наваре и Санча I од Арагона са циљем ширења граница свог краљевства на исток. Овај рат остао је упамћен под називом Рат три Санча. Окршаји у овом рату нису били високог интензитета, и већ 1068. Санчо потписује мировне споразуме са својим непријатељима, од којих добија територије врло велике важности.

### Поход против Гарсије
Након мајчине смрти, Санчова освајачка политика се мења. Од тог тренутка, он своје снаге фокусира према западној граници, која је раздвајала Кастиљу и Леон. Санчо се први пут сукобљава са својим братом Алфонсом VI у бици код Љантаде 19. јула 1068. у којој ни један монарх није претрпео велике губитке. Врло брзо након тога, Санчо и Алфонсо удружују своје снаге како би са трона Галиције збацили свог брата Гарсију, у чему и успевају 1071. године. Након кратког заробљеништва у Бургосу, Гарсији бива дозвољено да пронађе уточиште у Севиљи.

### Освајање Леона
Иако су равноправно поделили територију Галиције између себе, Санчо се убрзо окреће против Алфонса и уз помоћ Родрига Дијаза наноси му тежак пораз у бици код Голпехере 1072. године. Алфонсо бива заробљен, а Санчо крунисан као краљ Леона. И поред свих напора које је Санчо улагао, бројни племићи су још увек исказивали своју подршку заробљеном краљу. Након неког времена, Санчо пристаје на молбу своје сестре Ураке да ослободи Алфонса, који је заузврат морао остатак живота да проведе у манастиру и потпуно се повуче из јавног живота. Ипак, уз помоћ својих поданика, Алфонсо успева да побегне из манастира и проналази уточиште у Толеду.

### Опсада Саморе
Његова власт није била дугог века. Делањем инфанте Ураке, која се придружила Алфонсу и помогла му при бекству за Толедо, Санчо стиче новог противника. Пошто дипломатијом није успео да натера сестру да се повинује његовој влашћу, он покреће опсаду Саморе, где је Урака столовала. 
Урака је имала подршку племства Леона, које је остало верно протераном краљу. Тврђава је дуго одолевала нападима, ослањајући се на чврсте градске зидине и храброст њених бранилаца. Врло брзо, у Самори настаје велика несташица ресурса, а помоћ ослобођеног Алфонса није била на видику.

#### Смрт
Када је изгледало да становницима града није преостало ништа друго осим започињања преговора о предаји, Санчо је убијен, а његова војска се, без вође, распала. Наиме, 7. октобра 1072. племић по имену Вељидо Долфос бива примљен у Санчов камп, претварајући се да је дезертер који тражи састанак са краљем, не би ли му открио слабости у одбрани тврђаве. Након што је изашао пред Санча, он користи краљев лични мач и убада га у леђа, после чега успева да побегне натраг у Самору, искористивши отвор у зиду који ће касније постати познат као пролаз издајника (шп. Puerta de la Lealtad или Puerta de la traición). Након Санчове смрти, цела војска постепено напушта опсаду у страху од освете новокрунисаног краља Кастиље и Леона, Алфонса VI. Санчово тело, под надзором неколицине племића, укључујући и Родрига Дијаса, бива однесено у Oњу.

## Гроб
Санчо II је сахрањен у крипти манастира Свети Спаситељ у Оњи, провинција Бургос, који је служио као вечно пребивалиште многих монарха Кастиље и Наваре у периоду од XI до XII века. Санчова сестра Елвира је касније поклонила земље манастиру на чијем су поседи били земни остаци њеног брата.

## Санчо II у књижевности

### Песма о Сиду
У Песми о Сиду (шп. Cantar de mío Cid или Poema de mío Cid), чија се радња одвија у годинама након смрти Санча II, народни песник неретко критикује Алфонса VI, а велича Сида и, преко њега, Санча, чији је Сид био поданик. Санчо је представљен као трагична личност, краљ издан од својих поданика и мучки убијен, чак се износи сумња да је краљ Алфонсо учествовао у завери и да је крив за братоубиство, што га је учинило непопуларним у Кастиљи и изазвало неповерење кастиљанског племства.

#### Заклетва у Гадеји
Доласком на трон Кастиље, Алфонсо је постао неоспорни владар хришћанске Шпаније, али је постојала сенка око његовог учешћа у завери, која је пољуљала његов ауторитет у Кастиљи. Зато је значајна легенда о Заклетви у цркви Свете Гадеје (шп. Jura de Santa Gadea) у Бургосу, која се данас сматра истинитом, иако нема историјских докумената из тог доба који помињу овај догађај. Наиме, кастиљанско племство, окупљено око прослављеног ратника Руја Дијаса, познатијег као Сида, захтевало је од новог краља да се законе неколико пута пред свим присутним племићима, на освештеном тлу и у присуству светих реликвија да није ни на који начин учествовао у атентату на сопственог брата. После обављене заклетве, Сид је признао легитимитет Алфонсове власти и заклео му се на верност. По предању, Сид је на краљеву заклетву додао да, ако се закуне лажно, нека га задеси иста судбина, што је навукло краљев бес и касније довело Сида у немилост свог суверена, који се осећао пониженим што је морао да доказује своју реч пред својим поданицима.

### Песма о Санчу II
Једна је од шпанских хеста (у оригиналу шп. Cantar de Sancho II), које су еквивалент нашим епским народним песмама, насталих под утицајем француских шансона д жест (фр. сhanson de geste). Ово дело је сматрано изгубљеним, али је реконструисано из неколико средњевековних рукописа, пре свега Хронике Нахере (шп. Crónica najerense) и Прве опште хронике (шп. Primera Crónica General). Песма је подељена на два певања. Радња песме се бави Санчовим походима против сопствене браће и његовом смрћу под зидинама Саморе. Садржи многе неисторијске елементе, као што је прича о љубави између Ураке и Сида.

## Породично стабло
|  |                        |  |  |  |  |  |  |  |  |  |  |  |  |  |  |  |
|  | 2. Фернандо I од Леона |  |  |  |  |  |  |  |  |  |  |  |  |  |  |  |
|  |                        |  |  |  |  |  |  |  |  |  |  |  |  |  |  |  |
|  |                        |  |  |  |  |  |  |  |  |  |  |  |  |  |  |  |
|  | 1. Санчо II од Кастиље |  |  |  |  |  |  |  |  |  |  |  |  |  |  |  |
|  |                        |  |  |  |  |  |  |  |  |  |  |  |  |  |  |  |
|  |                        |  |  |  |  |  |  |  |  |  |  |  |  |  |  |  |
|  | 3. Санча од Леона      |  |  |  |  |  |  |  |  |  |  |  |  |  |  |  |
|  |                        |  |  |  |  |  |  |  |  |  |  |  |  |  |  |  |
|  |                        |  |  |  |  |  |  |  |  |  |  |  |  |  |  |  |